# Shkëlzen Gashi
Shkelzen Gashi (Zürich, Suiza, 15 de julio de 1988) es un exfutbolista suizo que jugaba de centrocampista.

## Selección nacional
Fue internacional con la selección nacional de fútbol de Suiza en las categorías sub-17, sub-19 y sub-21; y con la selección de Albania en 17 ocasiones anotando un gol.

## Clubes
| Club                        | País           | Año       |
| --------------------------- | -------------- | --------- |
| F. C. Zürich                | Suiza          | 2007-2009 |
| F. C. Schaffhausen (cedido) | Suiza          | 2008      |
| A. C. Bellinzona (cedido)   | Suiza          | 2008-2009 |
| Neuchâtel Xamax             | Suiza          | 2010-2011 |
| F. C. Aarau (cedido)        | Suiza          | 2011      |
| F. C. Aarau                 | Suiza          | 2012      |
| Grasshopper Club Zürich     | Suiza          | 2012-2014 |
| F. C. Basilea               | Suiza          | 2014-2016 |
| Colorado Rapids             | Estados Unidos | 2016-2018 |
| F. C. Aarau                 | Suiza          | 2020-2023 |

## Palmarés

### Títulos nacionales
| Título             | Club                    | País  | Año  |
| ------------------ | ----------------------- | ----- | ---- |
| Superliga de Suiza | F. C. Zürich            | Suiza | 2007 |
| Copa de Suiza      | Grasshopper Club Zürich | Suiza | 2013 |
| Superliga de Suiza | F. C. Basilea           | Suiza | 2015 |